# Фертнер, Антони
Антони Фертнер (Антон Фертнер, пол. Antoni Fertner) — актёр польского и русского кино и театра. Играл роль «Антошки» в первом польском художественном фильме «Антошка первый раз в Варшаве» (1908, режиссёр и кинооператор Жорж Мейер).

## Биография
Родился 23 мая 1874 года в Ченстохове в семье кондитера. После смерти родителей он поселился в Пётркуве и там он работал клакёром. Он затем переехал в Варшаву, чтобы учиться в Высшей торговой школе, но тоже совершил актёрский курс в драматической школе Варшавского музыкального общества. Был вице-председателем Варшавского общества велосипедистов и организовал первые велогонки Царства Польского. С 1895 по 1954 год выступал в театре. Кинокарьеру начал в 1908 году, в первом польском художественном фильме. По 1918 год выступал в театрах Москвы и других городов России, играл роли в русском кино. В последующие десятилетия выступал уже только в Польше. Умер в Кракове 16 апреля 1959 года.

## Признание
- 1954 — Командор ордена Возрождения Польши.
- 1955 — Государственная премия ПНР второй ступени.

## Избранная фильмография
- 1908 — Антошка первый раз в Варшаве
- 1910 — Антек-пройдоха
- 1912 — Праздник цветов в Варшаве
- 1913 — Антоша-спекулянт
- 1913 — Ночь перед Рождеством
- 1914 — Снегурочка
- 1915 — Драконовский контракт
- 1916 — Антошу корсет погубил
- 1923 — Невольница любви
- 1925 — Соперники
- 1933 — Ромео и Юлечка
- 1935 — Его сиятельство шофёр
- 1935 — Антек-полицмейстер
- 1936 — Маленький моряк
- 1936 — Фред осчастливит мир
- 1936 — Болек и Лёлек
- 1936 — Ада! Это же неудобно!
- 1936 — Папа женится
- 1936 — Два дня в раю / Dwa dni w raju
- 1937 — Князёк
- 1937 — Господин редактор безумствует
- 1937 — Улан князя Юзефа (Девушка и улан)
- 1938 — Геенна
- 1938 — Забытая мелодия
- 1938 — Роберт и Бертран
- 1939 — Бродяги